# Annaberg, Niederösterreich
Annaberg är en kommun  i Österrike. Den ligger i distriktet Lilienfeld i förbundslandet Niederösterreich. Huvudorten Annarotte ligger 82 kilometer sydväst om huvudstaden Wien. 
Kommunen består av fyra orter (Ortschaften) (inom parentes invånarantal 1 januari 2024):
- Annarotte (196)
- Haupttürnitzrotte (62)
- Langseitenrotte (144)
- Lassingrotte (95)